# Baltic Basketball League 2011-2012
La Baltic Basketball League 2011-2012 è stata l'8ª edizione della Lega Baltica. La vittoria finale fu ad appannaggio dei lituani dello Žalgiris Kaunas sui conterranei del Lietuvos Rytas.

## Squadre partecipanti

### Elite Division
| Lituania - Lietuvos rytas - Šiauliai - Nevėžis - Žalgiris Kaunas - Prienai - Juventus Utena - Aisčiai Kaunas - Pieno žvaigždės | Lettonia - VEF Rīga - Liepājas lauvas - Ventspils | Estonia - Kalev/Cramo - Tartu Ülikooli | Russia - Zenit S. Pietroburgo |

### Challenge Cup
| Lituania - Naglis Palanga - Neptūnas Klaipėda - Sakalai Vilnius - Panevėžys | Lettonia - Jelgava - Valmiera - BA Turība | Estonia - Rakvere Tarvas - Rapla - TalTech | Kazakistan - Barsy Atyrau |

## Elite Division

### Classifica
|  |     | Classifica           | Pt | G  | V  | P  | PF   | PS   |
|  | --- | -------------------- | -- | -- | -- | -- | ---- | ---- |
|  | 1.  | Šiauliai             | 36 | 20 | 16 | 4  | 1762 | 1646 |
|  | 2.  | Zenit S. Pietroburgo | 36 | 20 | 16 | 4  | 1667 | 1457 |
|  | 3.  | Ventspils            | 32 | 20 | 12 | 8  | 1575 | 1482 |
|  | 4.  | Kalev/Cramo          | 32 | 20 | 12 | 8  | 1502 | 1451 |
|  | 5.  | Prienai              | 32 | 20 | 12 | 8  | 1673 | 1650 |
|  | 6.  | Pieno žvaigždės      | 30 | 20 | 10 | 10 | 1446 | 1385 |
|  | 7.  | Nevėžis              | 30 | 20 | 10 | 10 | 1533 | 1563 |
|  | 8.  | Juventus Utena       | 29 | 20 | 9  | 11 | 1490 | 1562 |
|  | 9.  | Tartu Ülikooli       | 26 | 20 | 6  | 14 | 1584 | 1688 |
|  | 10. | Aisčiai Kaunas       | 24 | 20 | 4  | 16 | 1462 | 1592 |
|  | 11. | Liepājas lauvas      | 23 | 20 | 3  | 17 | 1435 | 1653 |

### Play-Off
| Squadra 1       | Serie  | Squadra 2            | Gara 1  | Gara 2  | Gara 3 * |
| --------------- | ------ | -------------------- | ------- | ------- | -------- |
| Žalgiris Kaunas | 2 - 1  | Prienai              | 85 - 97 | 85 - 67 | 90 - 73  |
| Šiauliai        | ritiro | Zenit S. Pietroburgo | 76 - 84 | -       | -        |
| VEF Rīga        | 2 - 1  | Kalev/Cramo          | 64 - 56 | 76 - 79 | 84 - 78  |
| Lietuvos rytas  | 2 - 0  | Ventspils            | 99 - 79 | 73 - 63 |          |

### Final Four
|  | Semifinali      | Semifinali      | Semifinali     |                |                 | Finale          | Finale | Finale |  |
|  |                 |                 |                |                |                 |                 |        |        |  |
|  | Žalgiris Kaunas | Žalgiris Kaunas | 117            |                |                 |                 |        |        |  |
|  | Žalgiris Kaunas | Žalgiris Kaunas | 117            |                |                 |                 |        |        |  |
|  | Šiauliai        | Šiauliai        | 64             |                |                 |                 |        |        |  |
|  | Šiauliai        | Šiauliai        | 64             |                | Žalgiris Kaunas | Žalgiris Kaunas | 74     |        |  |
|  |                 |                 |                |                | Žalgiris Kaunas | Žalgiris Kaunas | 74     |        |  |
|  |                 |                 | Lietuvos rytas | Lietuvos rytas | 70              |                 |        |        |  |
|  | VEF Rīga        | VEF Rīga        | Lietuvos rytas | Lietuvos rytas | 70              | 61              |        |        |  |
|  | VEF Rīga        | VEF Rīga        |                |                |                 |                 |        |        |  |
|  | Lietuvos rytas  | Lietuvos rytas  | 89             |                |                 |                 |        |        |  |

| Lega Baltica 2011         |
| ------------------------- |
| Žalgiris Kaunas 5º titolo |

#### Squadra vincitrice
| N° | Naz.                | Ruolo | Sportivo              |  | Alt. |  |
| -- | ------------------- | ----- | --------------------- |  | ---- |  |
| 4  | Lituania (bandiera) | G     | Žygimantas Janavičius |  | 192  |  |
| 6  | Croazia (bandiera)  | P     | Marko Popović         |  | 185  |  |
| 7  | Lituania (bandiera) | G     | Vytenis Lipkevičius   |  | 198  |  |
| 9  | Lituania (bandiera) | G     | Mantas Kalnietis      |  | 196  |  |
| 10 | Lituania (bandiera) | G     | Tomas Delininkaitis   |  | 190  |  |
| 11 | Serbia (bandiera)   | C     | Milovan Raković       |  | 208  |  |
| 12 | Lituania (bandiera) | AG    | Tadas Klimavičius     |  | 204  |  |
| 13 | Lituania (bandiera) | A     | Paulius Jankūnas      |  | 203  |  |
| 15 | Lituania (bandiera) | C     | Robertas Javtokas     |  | 211  |  |
| 19 | Lituania (bandiera) | AP    | Mindaugas Kuzminskas  |  | 205  |  |
| 20 | Lituania (bandiera) | AP    | Dainius Šalenga       |  | 197  |  |
|    | Serbia (bandiera)   | All.  | Aleksandar Trifunović |  |      |  |

## Challenge Cup

### Prima fase
Le 11 squadre sono divise in due gruppi, le prime 4 di ogni gruppo si qualificano ai quarti

#### 1st Round
|    | Squadre Gruppo A  | V | P | Pt |
| -- | ----------------- | - | - | -- |
| 1. | Rakvere Tarvas    | 6 | 2 | 14 |
| 2. | Naglis Palanga    | 5 | 3 | 13 |
| 3. | Neptūnas Klaipėda | 5 | 3 | 13 |
| 4. | Barsy Atyrau      | 3 | 5 | 11 |
| 5. | Jelgava           | 1 | 7 | 9  |

|    | Squadre Gruppo B | V | P | Pt |
| -- | ---------------- | - | - | -- |
| 1. | Panevėžys        | 8 | 2 | 18 |
| 2. | Sakalai Vilnius  | 8 | 2 | 18 |
| 3. | Valmiera         | 7 | 3 | 17 |
| 4. | TalTech          | 3 | 7 | 13 |
| 5. | BA Turība        | 2 | 8 | 12 |
| 6. | Rapla            | 2 | 8 | 12 |

### Quarti di finale
| Squadra 1         | Serie     | Squadra 2       | Gara 1   | Gara 2  |
| ----------------- | --------- | --------------- | -------- | ------- |
| Rakvere Tarvas    | 173 - 150 | TalTech         | 83 - 62  | 90 - 83 |
| Naglis Palanga    | 140 - 127 | Valmiera        | 77 - 53  | 63 - 74 |
| Neptūnas Klaipėda | 153 - 161 | Sakalai Vilnius | 79 - 75  | 74 - 86 |
| Barsy Atyrau      | 140 - 199 | Panevėžys       | 67 - 109 | 73 - 90 |

### Semifinali
| Squadra 1      | Serie     | Squadra 2       | Gara 1  | Gara 2   |
| -------------- | --------- | --------------- | ------- | -------- |
| Rakvere Tarvas | 177 - 159 | Sakalai Vilnius | 75 - 68 | 102 - 91 |
| Naglis Palanga | 144 - 159 | Panevėžys       | 62 - 63 | 82 - 96  |

### Finale 1º/2º posto
| Squadra 1      | Serie     | Squadra 2 | Gara 1  | Gara 2  |
| -------------- | --------- | --------- | ------- | ------- |
| Rakvere Tarvas | 156 - 160 | Panevėžys | 74 - 89 | 82 - 71 |

| Challenge Cup 2012           |
| ---------------------------- |
| Techasas Panevėžys 1º titolo |

#### Squadra vincitrice
| N° | Naz.                | Ruolo | Sportivo             |  | Alt. |  |
| -- | ------------------- | ----- | -------------------- |  | ---- |  |
| 5  | Lituania (bandiera) | G     | Edgaras Stanionis    |  | 194  |  |
| 7  | Lituania (bandiera) | P     | Ernestas Ezerskis    |  | 187  |  |
| 8  | Lituania (bandiera) | P     | Julius Žurna         |  | 188  |  |
| 11 | Lituania (bandiera) | AG    | Rytis Streikus       |  | 200  |  |
| 12 | Lituania (bandiera) | P     | Šarūnas Vasiliauskas |  | 188  |  |
| 13 | Lituania (bandiera) | G     | Šarūnas Kulevičius   |  | 193  |  |
| 14 | Lituania (bandiera) | C     | Vaidas Čepukaitis    |  | 207  |  |
| 15 | Lituania (bandiera) | C     | Adomas Drungilas     |  | 205  |  |
| 20 | Lituania (bandiera) | AP    | Osvaldas Matulionis  |  | 200  |  |
| 21 | Lituania (bandiera) | C     | Giedrius Staniulis   |  | 205  |  |
| 23 | Lituania (bandiera) | P     | Karolis Babkauskas   |  | 184  |  |
|    | Lituania (bandiera) | All.  | Algirdas Milonas     |  |      |  |

## Premi e riconoscimenti
- BBL MVP:  Valdas Vasylius,  Šiauliai